# Simon Kunz
Simon Charles Kunz (* 15. Oktober 1962 in Edmonton, London) ist ein britischer Film- und Theaterschauspieler.

## Leben
Kunz ist ein Enkel des Pianisten Charlie Kunz. Er besuchte die Latymer Upper School und studierte Theaterwissenschaften an der University of Warwick. Ein Jahr lang war Schlagzeuger der Band The Locomotives.
Von 1985 bis 1997 war er mit Ashley Philips verheiratet, im Jahr 2013 heiratete er Brianna Sodi. Er ist mit Lisa Ann Walter befreundet.

## Filmographie (Auswahl)

### Kinofilm
- 1994: Vier Hochzeiten und ein Todesfall (Four Weddings and a Funeral)
- 1995: Das Handbuch des jungen Giftmischers (The Young Poisoner’s Handbook)
- 1995: James Bond 007 – GoldenEye
- 1998: Ein Zwilling kommt selten allein (The Parent Trap)
- 1998: Die Bibel – Jeremia (Jeremiah)
- 1999: Tube Tales
- 2001: The Bunker
- 2001: Das Halsband der Königin (The Affair of the Necklace)
- 2005: The Cave (2005) (The Cave)
- 2005: Red Mercury
- 2006: Wir verstehen uns wunderbar (Désaccord parfait)
- 2006: January 2nd
- 2007: Hauptsache verliebt (I Could Never Be Your Woman)
- 2008: City of Ember – Flucht aus der Dunkelheit (City of Ember)
- 2011: Just Henry
- 2011: Captain America: The First Avenger
- 2012: Die fürchterliche Furcht vor dem Fürchterlichen (A Fantastic Fear of Everything)
- 2013: Trance – Gefährliche Erinnerung (Trance)
- 2013: Alan Partridge: Alpha Papa
- 2013: Unter Feinden – Walking with the Enemy (Walking with the Enemy)
- 2014: Son of God
- 2014: Rettet Weihnachten! (Get Santa)
- 2015: Winter
- 2017: The Foreigner
- 2023: Jericho Ridge
- 2025: F1

### Fernsehen
- 1996: Highlander (Highlander: The Series, 1 Folge)
- 1998: Der Tod war schneller (A Mind to Kill, 1 Folge)
- 1993–2006: The Bill (5 Folgen)
- 1993: Der Aufpasser (Minder, 1 Folge)
- 2000, 2004: Casualty (2 Folgen)
- 2002, 2004: My Family (2 Folgen)
- 2004: Auf Wiedersehen Pet (1 Folge)
- 2004: Rosemary and Thyme (1 Folge)
- 2005: Inspector Barnaby (Midsomer Murders) Fernsehserie, Staffel 8, Folge 5: Erben oder sterben? (Bantling Boy)
- 2006: Ancient Rome: The Rise and Fall of an Empire
- 2007: M.I. High (1 Folge)
- 2010: The IT Crowd (1 Folge)
- 2011: Silent Witness (2 Folgen)
- 2013: Die Bibel (The Bible, 3 Folgen)
- 2014: Der junge Inspektor Morse (Endeavour, 2 Folgen)
- 2014–2017: Sherlock (Fernsehserie)
- 2015: Inspector Barnaby (Midsomer Murders) Fernsehserie, Staffel 17, Folge 1: Britisches Roulette (The Dagger Club)
- 2015–2017: The Last Kingdom (13 Folgen)
- 2017: Gunpowder (3 Folgen)
- 2018: Requiem (6 Folgen)
- 2019: Jerusalem
- 2020: Grantchester (1 Folge)
- 2021: This Time with Alan Partridge